# Kostel svatého Martina (Postupice)
Filiální Kostel svatého Martina v Postupicích na Benešovsku je stavbou původně gotickou, ze 14. století. Roku 1718 byl upraven do podoby současné, interiér pak ještě lehce v období po II. vatikánském koncilu. Kostel byl do roku 2009 kostelem farním, poté, v rámci slučování farností v arcidiecézi, byla někdejší Římskokatolická farnost Postupice připojena k Římskokatolické farnosti Bystřice u Benešova. Správcem kostela a farářem bystřickým je dp. ThLic. Antoni Kośmidek. Mše svaté se v kostele slouží v sobotu s nedělní platností, a to v letním období v 18.00 hod. a v zimním v 15.30 hod. Je však lepší se, je-li např. právě přelom těchto období, informovat na bystřickém farním úřadě či přímo v Postupicích.

## Popis interiéru a architektury kostela
Kostel jest stavbou prostou, nevelkou, z většiny barokní. Z původní stavby gotické se zachovalo pouze kněžiště (presbytář) s žebrovou klenbou. Oltáře jsou v kostele tři, přičemž všecky barokní, pocházející pravděpodobně z roku 1718 či jindy z prvé poloviny XVIII. století - hlavní s oltářním obrazem sv. Martina, jak na bílém koni utíná kus svého pláště a podává jej chudáku. Po straně evangelní stojí socha sv. Ivana Českého a po straně epištolní socha sv. Františka Xaverského. Na vrcholu oltáře skví se nápis „Altare privilegiatum”. Na bočním oltáři po straně evangelijní nalézáme obraz Panny Marie s Ježíškem na klíně. Dnes je tento obraz poněkud zakryt obstojnou sochou Panny Marie Lourdské. U oltáře se v měsících květnu a říjnu konají pobožnosti mariánské. Na bočním oltáři strany epištolní je obraz sv. Jana Křtitele. Loď je barokní, má dvě pole valené klenby výsečové. Vzadu je dřevěný kůr. Ve vítězném oblouce visí po straně epištolní veliký, cenný barokní krucifix. Při severním boku presbytáře stojí nevelká věž s barokní bání. Nad sakristií byla roku 1864 zřízena oratoř. Zvony jsou ve věži tyto: Prvý s nápisem německým IOHANN WENZEL KÜHNER GOSS MICH IN DER K. K. NEUSTADT PRAG ANNO 1799, tedy Johann Wenzel Kühner slil mne v c.k. Novém Městě pražském roku 1799. Druhý pravděpodobně ze století XVI. s nápisem gotickým Ku cti a chvále Pánu Bohu i také všem svatým apoštolům, svatému Vítu jest dělán zvon. Třetí s nápisem německým, text totožný jako na zvoně prvém. Při vchodu do kostela po pravé straně (u vstupu na kůr) jsou do zdi vsazeny dva náhrobní kameny z červeného mramoru (z něhož jsou postaveny i schůdky k dveřím na kůr). Jeden se znakem pánů z Říčan. Na druhém tentýž znak, ale s nápisem Leta Páně 1578 v sobotu po svatém Pavlu na víru obrácení umřel jest Šebestián, syn urozeného pána pana Šebestiána z Říčan a na Popovicích a tuto odpočívá.

## Historie
Fara je v Postupicích zaznamenávána již ve 14. století. V dobách, kdy v Čechách převládlo náboženství utrakvistické, byli i do Postupic dosazováni kněží kališničtí. V prvé polovině XVI. století měl jeden ze zdejších farářů pletky s Mikulášenci, sektou blouznivců, sídlících v nedalekém Pecínově. Po obnovení katolického náboženství v našich zemích byla dlouho fara postupická bez vlastního duchovního správce a Postupice byly spravovány z Benešova. Až roku 1656 byla zde farní správa obnovena a vzhledem k dobovému nedostatku kněží pod postupickou faru spadaly farnosti Jankov, Chotýšany, Popovice a Bedřichovice (dnes není duchovní správa ani v jedné z těchto bývalých farností). Později byla k Postupicům přifařena i farnost okrouhlická. V prvé půlce XVIII. století byly postupně ve zmíněných obcích (znovu)zřizovány fary samostatné a ke konci tohoto století již byly osamostatněny všecky jmenované obce, přesto však zůstávala postupické duchovní správě poměrně veliké území s asi 2000 dušemi. Posledním farářem postupickým byl františkán P. Florián František Štětina, O.F.M. původem z nedalekých Čeňovic, ten zde (a v Chotýšanech) sloužil po dlouhou dobu totality i po jejím pádu. 50. léta prožil v komunistických lágrech a státní souhlas mu byl navrácen až v 70. letech. Celoživotní službu P. Štětiny nedávno ocenil pražský arcibiskup Dominik Duka medailí sv. Jana Nepomuckého.